# Bajtkód
Bajtkód neboli byte code [bait kəud] (p-code [ˈpiː ˌkəud], anglicky portable code [ˈpoːtəbl kəud], „přenositelný kód“) je v informatice označení pro různé formy instrukčních sad navržených pro realizaci snadno přenositelných aplikací a jejich efektivní běh na libovolné platformě. Zřejmě nejznámějším programovacím jazykem využívajícím bajtkód je Java. Na cílovém počítači je nutné nainstalovat běhové prostředí, které zajistí prostředí pro spuštění bajtkódu.

## Charakteristika
Název bajtkód pochází z instrukčních sad, které mají vyhrazený jeden byte pro instrukci následovaný volitelnými parametry. Co se týče čitelnosti a úrovně abstrakce kódu, je bajtkód na hranici mezi kódem vyššího programovacího jazyka a strojovým kódem. Jeho cílem je usnadnit interpretaci kódu interpretem nebo snížit závislost na hardware a operačním systému. Díky tomu může stejný kód běžet na různých platformách často pomocí virtuálních strojů, nebo může být před spuštěním zkompilován do strojového kódu cílové platformy, což umožní rychlejší běh kódu.
Na rozdíl od čitelných[ujasnit] kódů je bajtkód kompaktní číselný kód konstant, odkazů (číselné adresy) a operačních kódů instrukcí a jako takový kóduje výsledek parsování a sémantické analýzy. Díky tomu je jeho interpretace rychlejší než přímá interpretace původního zdrojového kódu. Různé části kódu se mohou nacházet v různých souborech, které jsou dynamicky načítány za běhu.

## Běh kódu
Interpret bajtkód nejprve parsuje, čímž získá instrukce, které následně sám jednu po druhé vykonává. Tento způsob zajišťuje přenositelnost interpretu. Další možností jsou dynamické překladače nebo Just-in-time kompilátory (JIT), které přeloží bajtkód do strojového kódu, který je následně proveden přímo procesorem. Běh takové aplikace je pak velmi rychlý, ale ztrácí se přenositelnost virtuálního stroje (ne však bajtkódu). Příkladem je jazyk Java, kde kód programu je typicky uložen v bajtkódu. Při spuštění programu na virtuálním stroji je bajtkód přeložen do strojového kódu a následně vykonán. Dojde sice k prodlevě při spouštění aplikace, ale zato zvýšení výkonu za běhu programu.
Díky vyššímu výkonu tohoto přístupu je často i kód skriptovacích jazyků prováděn ve dvou krocích. V prvním kroku je kód programu přeložen do bajtkódu a předán virtuálnímu stroji. V druhém kroku virtuální stroj přeloží bajtkód do strojového kódu a spustí program. Tohoto přístupu využívají jazyky Java, Python, PHP a další.

## Javovský bajtkód
Bajtkód jazyka Java vyžívá prefixové/suffixové konvence v názvu instrukcí pro označení datového typu parametrů (např. i: integer). Instrukce lze rozdělit do několika skupin podle využití:
- Načtení a uložení (aload_0, istore, …)
- Aritmetické a logické (ladd, fcmpl, …)
- Konverze datových typů (i2b, d2i, …)
- Vytváření objektů a manipulace (new, putfield, …)
- Management zásobníku (swap, dup2, …)
- Přesuny v kódu (ifeq, goto, …)
- Volání metod a návraty (invokespecial, areturn, …)

### Ukázka bajtkódu
```
outer
:

for
 
(
int
 
i
 
=
 
2
;
 
i
 
<
 
1000
;
 
i
++
)
 
{

    
for
 
(
int
 
j
 
=
 
2
;
 
j
 
<
 
i
;
 
j
++
)
 
{

        
if
 
(
i
 
%
 
j
 
==
 
0
)
 
continue
 
outer
;

    
}

    
System
.
out
.
println
(
i
);

}

```

Kompilátor jazyka Java by mohl výše uvedený kód přeložit do bajtkódu následovně:
```
0: iconst_2
1: istore_1
2: iload_1
3: sipush 1000
6: if_icmpge 44
9: iconst_2
10: istore_2
11: iload_2
12: iload_1
13: if_icmpge 31
16: iload_1
17: iload_2
18: irem
19: ifne 25
22: goto 38
25: iinc 2, 1
28: goto 11
31: getstatic #84; //Pole java/lang/System.out:Ljava/io/PrintStream;
34: iload_1
35: invokevirtual #85; //Metoda java/io/PrintStream.println:(I)V
38: iinc 1, 1
41: goto 2
44: return
```

## Příklady
- ActionScript je vykonáván v ActionScript Virtual Machine (AVM), což je součást Flash Player a AIR. Kód ActionScript je typicky zkompilován do bajtkódu formátu pomocí kompilátoru. Adobe Flash Professional a Adobe Flash Builder obsahují takovéto kompilátory a jsou dostupné via Adobe Flex SDK.
- Adobe Flash objekty.
- BANCStar, původně bajtkód pro nástroj pro tvorbu interface používaný jako právoplatný jazyk.
- Byte Code Engineering Library
- C to Java Virtual Machine compilers.
- CLISP implementace jazyka Common Lisp kompiluje pouze do bajtkódu
- CMUCL a Scieneer Common Lisp implementace jazyka Common Lisp mohou kompilovat do bajtkódu nebo do nativního kódu (bajtkód je mnohem více kompaktnější).
- Dalvik bytecode, navržený pro platformu Android, prováděný Dalvik virtual machine.
- EiffelStudio pro programovací jazyk Eiffel.
- Emacs je textový editor jehož větší část funkcionality je implementována pomocí jazyka Lisp. Tyto prvky jsou kompilovány do bajtkódu. Tato architektura umožňuje uživatelům upravovat editor pomocí vyššího jazyka, který po kompilaci do bajtkódu je poměrně efektivní.
- Embeddable Common Lisp implementace jazyka Common Lisp umožňuje kompilaci do bajtkódu nebo kódu jazyka C.
- Ericsson implementace jazyka Erlang využívá BEAM bytecode.
- programovací jazyk Icon.
- Infocom používá Z-machine pro vyšší přenositelnost jeho aplikací.
- Java bytecode, který je prováděn na Java Virtual Machine.
  - ASM
  - BCEL
  - Javassist
  - JMangler
- LLVM, modulární bajtkód kompilátor a virtuální stroj.
- Lua, využívající registrově založený virtuální stroj, rovněž kompiluje LUAC formy skriptů pro malé rychlé systémy, které nemusí obsahovat kompilátor.
- m-code, kód jazyka MATLAB.
- Managed code stejně tak Microsoft .NET Common Intermediate Language, vykonávané .NET Common Language Runtime (CLR).
- O-code programovacího jazyka BCPL.
- Jazyk Objective Caml (Ocaml) volitelně kompiluje do kompaktní formy bajtkódu.
- p-code of UCSD Pascal implementation of the Pascal programming language.
- Parrot virtual machine
- R prostředí pro statistické výpočty nabízí kompilátor do bajtkódu díky balíčku, standardem od verze 2.13.0.
- Scheme 48 implementace jazyka Scheme využívající bajtkód interpreta.
- Bytecode velkého množství implementací jazyka Smalltalk.
- Interpret SPIN vestavěný v Parallax Propeller Microcontroller.
- SWEET16
- Visual FoxPro kompiluje do bajtkódu.
- WebAssembly využívané ve webových aplikacích.
- YARV a Rubinius pro jazyk Ruby.